# Gu Xiaodan
Dans ce nom chinois, le nom de famille, Gu, précède le nom personnel Xiaodan.
Pour les articles homonymes, voir Gu.
Gu Xiaodan (en chinois : 谷晓丹), née le 8 avril 1999, est une pongiste handisport chinoise concourant en classe 4. Elle est médaillée de bronze lors des Jeux  de 2020.

## Biographie
À l'âge de quatre ans, elle est victime d'un accident de la route qui la cloue en fauteuil roulant.
Pour ses premiers Jeux paralympiques en 2020, elle remporte la médaille de bronze en classe 4 après avoir remporté le même métal aux Mondiaux en 2018.

## Palmarès

### Jeux paralympiques
médaille de bronze en individuel classe 4 aux Jeux paralympiques d'été de 2020 à Tokyo

### Championnats du monde
médaille de bronze en individuel classe 4 aux Mondiaux 2018 à Laško